# Goud Exploitatie Onderneming Gebr. L. en J. de Jong
De N.V. Goud Exploitatie Onderneming Gebr. L. en J. de Jong was eind 19e eeuw / begin 20e eeuw een goudmijnbouwbedrijf in Suriname. Het werd opgericht door Leendert (geboren in 1849) en Jean (1851) de Jong.
Leendert en Jean waren zonen van Jacob de Jong, een heelmeester en artsenijmenger die in 1845 samen met driehonderd boeroes naar Suriname emigreerde. De goede opvang die beloofd was kwam niet uit. Een groot deel van de immigranten overleed, onder wie ook de vrouw van Jacob. Jacob vertrok naar Paramaribo waar hij zijn geneeskundige praktijk opzegde en ambtenaar werd. Hij hertrouwde met Henriette Wood, met wie hij de kinderen Leendert, Jean en Jan Victor kreeg.
In Frans-Guyana werd goud gevonden. Leendert en Jean de Jong richtten in of vóór 1878 de West-Indische Mineraal Compagnie op, waarmee ze onder meer vierduizend hectare land in Boven-Surinamerivier pachtten. Op 13 september 1895 richtten ze de NV Goud Exploitatie Onderneming Gebr. L. en J. de Jong op. Het was het grootste bedrijf in Suriname met vierhonderd immigranten in dienst. Alle familieleden deelden mee in de winst, onder wie ook hun jongere broer Jan Victor, die in Paramaribo was geboren en van het geld een huis in Bussum in Nederland kocht.
De gebroeders De Jong maakten gebruik van een lokale trein van het type Decauville. Hiermee liepen ze vooruit met het idee om een spoorlijn naar de goudvelden aan te leggen, zoals gebeurde met de aanleg van de Lawaspoorweg vanaf begin 20e eeuw. Toen die lijn eenmaal was aangelegd, waren er twee haltes op hun goudvelden: De Jong Noord en De Jong Zuid.